# Hungría en los Juegos Olímpicos de Squaw Valley 1960
Hungría estuvo representada en los Juegos Olímpicos de Squaw Valley 1960 por un total de 3 deportistas que compitieron en 3 deportes.  
El equipo olímpico húngaro no obtuvo ninguna medalla en estos Juegos.